# La Madeleine (Haute-Loire)
Pour les articles homonymes, voir Madeleine.
La Madeleine est un plateau d'origine volcanique culminant à 971 m d'altitude dans le département français de la Haute-Loire.

## Géographie

### Situation
Le plateau se trouve au sein du Massif central, dans la commune de Retournac. Du sommet, s'offre une vue imprenable sur la vallée de la Loire, le massif du Meygal, le mont Mouchet, ainsi que les Cévennes et les Alpes.

### Géologie
Le sous-sol est constitué de trachyandésite.

## Histoire
Le plateau séparait le mandement de Chalencon de la seigneurie de Beauzac et du prieuré de Confolent.
La chapelle Sainte-Madeleine, érigée sur la ligne de crêtes, n'est pas ouverte au public. Elle a été reconstruite en 1886 après avoir été détruite lors de la Révolution. Son origine remonte au XIIIe siècle.